# Dicladocera castanea
Dicladocera castanea är en tvåvingeart som först beskrevs av Barretto 1949.  Dicladocera castanea ingår i släktet Dicladocera och familjen bromsar. Inga underarter finns listade i Catalogue of Life.